# Argou
În sociolingvistică, termenul argou (< fr  argot) denumește un sociolect, o varietate socială a unei limbi. La origine este numele dat în Franța, în Evul Mediu, mediului social format din răufăcători, escroci, cerșetori și vagabonzi. A luat sensul de limbaj al acestora pe la sfârșitul secolului al XVII-lea. Până atunci, acest limbaj a avut diverse denumiri, precum jobelin, narquin sau jargon, dintre care acesta din urmă era cel mai frecvent. În prezent termenul „argou” se folosește, în general, cu sensul de limbaj convențional folosit cu intenția de a nu fi înțeles de către persoanele din afara categoriei de vorbitori care îl folosește: delincvenți, pușcăriași, soldați, studenți, elevi etc.. Nu se poate vorbi despre un singur argou, ci despre mai multe, fiecare categorie de vorbitori având propriul său argou, deși există și elemente de argou comune mai multora. „Argou” la singular se poate folosi ca o abstracțiune ce reprezintă diferitele argouri. 
Denumirea argot este folosită, în afară de franceză, în limbi care au împrumutat-o din aceasta, ca româna sau rusa. În alte limbi se folosesc cu același sens it  gergo / parlata, es  jerga / argot, en  cant/argot/jargon.
Sfera argoului interferează cu sfera altui sociolect, jargonul. Unii lingviști folosesc termenul „argou”, iar alții termenul „jargon” cu aproximativ același sens, dat fiind că termenul „argou” a înlocuit termenul „jargon” pentru limbajul răufăcătorilor. Într-adevăr, jargonul se aseamănă cu argoul prin faptul că nici el nu este înțeles în afara unei categorii de inițiați. Unii lingviși deosebesc jargonul de argou, dar nu în același fel. Pentru unii, jargonul se deosebește de argou prin aceea că nu este secret în mod intenționat, ci eventual folosit cu scopul de a se demarca de categoriile de vorbitori din afara celor care îl folosesc. Varietăți de tip jargon sunt considerate a fi și ale unor categorii sociale superioare, ale unor categorii profesionale sau ocupaționale, precum și limbajele de specialitate ale diverselor științe și tehnici. Unii autori folosesc termenul „argou” și pentru jargon în sensul dat aici, afirmând că prin „argou” fără atribut se înțelege cel al răufăcătorilor, iar cu un atribut se poate referi la o profesiune sau o ocupație denumită de acel atribut, iar termenul „jargon” îl limitează la sensul peiorativ de limbaj de neînțeles. În fine, alți lingviști consideră că argoul este un tip de jargon prin faptul că este un limbaj limitat la o categorie de inițiați.
Sfera argoului interferează și cu aceea a altui sociolect, delimitat în unele lingvistici, în primul rând cea engleză și cea americană, cu termenul „slang”, împrumutat și de lingvistica rusă sau de cea maghiară. Este un limbaj ce aparține registrului de limbă familiar, care preia numeroase elemente din argou, și prin care se demarchează mai ales tinerii orășeni de generațiile mai în vârstă decât ei. Unii lingviști pun semnul egalității între argou și slang. Alți lingviști consideră argoul un tip specific de slang, cel al delincvenților.
Argourile interferează și cu varietăți teritoriale ale limbii. De exemplu, argourile din Franța sunt limitate la această țară, argoul elevilor sau cel la studenților din Belgia este diferit de cel al acelorași categorii din Franța. De asemenea, argourile din București sunt foarte diferite de cele din Chișinău, caracterizate prin multe împrumuturi din argourile rusești.

## Caracteristicile argoului
Argoul se deosebește de varietatea standard a limbii în primul rând prin caracterul în esență oral. Privitor la aspectele limbii, unii autori limitează diferențele numai la lexic, alții mai menționează și faptul că aspectul său morfo-sintactic este cel al aspectului vorbit al limbii în general, iarăși alții precizează că este vorba de acest sistem al registrelor popular sau familiar. Argoul are un vocabular specific foarte schimbător, tocmai pentru a îngreuna înțelegerea de către neinițiați. De aceea, unele exemple de mai jos pot să fi trecut în alte varietăți de limbă sau să fi dispărut.
Există mai multe surse ale vocabularului argotic. Unele apar prin mijloace interne limbii, altele sunt împrumuturi.
În mai multe limbi, în argouri se folosesc cuvinte din limba comună, dar cu alte sensuri. De multe ori, sunt figuri de stil semantice, de exemplu, în limba română:
- metaforă: boboc „student în anul I”;
- metonimie: foaie „bancnotă”;
- antonomază: gherlă „închisoare”;
- eufemism: mititica „închisoare”.

Și în alte limbi se întâlnesc schimbări de sens argotice prin metaforă, de pildă:
fr  cafetière „cap” (literal „cafetieră”);
en  snow „cocaină” (lit. „zăpadă”);
hu  kaptár „închisoare” (lit. „stup”).
Alte cuvinte cu sens schimbat nu sunt figuri de stil:
ro  găină „pălărie”;
ru  тачка (tacika) „mașină, automobil” (lit. „roabă”);
hu  leves „bani” (lit. „supă”).
În această categorie intră și unele prenume folosite ca substantive comune:
fr  jules „amant, soț” (lit. „Iuliu”);
hu  dezső „dolar” (lit. „Dezideriu”).
Pentru unele noțiuni există mai multe sinonime:
ro  curcan, scatiu, sticlete „polițist”;
hu  matér, dohány, guba, leves, lóvé „bani”.
Cuvintele ce denumesc unele noțiuni se înlocuiesc relativ repede. De pildă, în rusă, pentru bani s-au folosit cuvintele: тугрики (tugriki), рупии (rupii) (anii 1950-60); монеты (monetî), мани < en  money „bani” (anii 1970); бабки (babki) lit. „băbuțe” (anii 1980).
Există și cuvinte numai argotice, neluate din limba comună, de exemplu:
en  kooky „nebun, excentric”;
hu  makaj „ascunzătoare”.
Pe lângă cuvinte, în argouri se formează și expresii idiomatice figurate, ex. hu  bekapja a horgot „a mușca momeala”.
Tot pe terenul propriu al limbii se formează cuvinte argotice prin mai multe procedee, în funcție și de frecvența acestora în limba dată:
- apocopă:

fr  récré ← récréation „recreație”;
hu  tulaj ← tulajdonos „proprietar”;
- proteză și apocopă: fr  Rital ← Italien „italian”[31];
- derivare cu sufixe specifice: fr  cinoche ← ciné „cinema”[32];
- apocopă și sufixare:

fr  proprio ← propriétaire „proprietar”;
hu  hebi ← hebegős „bâlbâit”;
- compunere: hu  szemétfogó „razie” (lit. „prinzător de gunoaie”)[9].

În franceză sunt mai multe sublimbaje argotice care codifică cuvintele prin diverse procedee, precum:
- verlan, care constă în inversarea unor sunete sau silabe, ex. meuf ← femme „femeie”, ripou ← pourri „putred, corupt”;
- javanais, cu introducerea silabei -va- în cuvinte, ex. gravos ← gros „mare, gras”.

Altă sursă importantă de cuvinte argotice sunt împrumuturile.
Din limba romani se întâlnesc cuvinte argotice în mai multe limbi, de exemplu:
ro  lovele „bani”;
hu  lóvé „bani”, din același etimon;
ru  чувак (ciuvak) „tip, individ”.
Exemple din limba idiș sunt:
en  meshuggener „(om) nebun”;
hu  szajré „lucru furat”.
Din alte limbi se găsesc împrumuturi argotice în:
ro  bonjur (în expresia „l-a servit la bonjur” „l-a furat din buzunarul de la haină”) < fr  bonjour „bună ziua”;
denghi „bani” < ru  деньги;
fr  bled „sat”, din araba din Magreb;
Engliche „englez” < en  English;
hu  svári „greu” < de  schwierig „greu, dificil”;
krapek „bărbat” < sk  chlapík „bărbat”;
mani „bani” < en  money.

## Argourile și alte varietăți de limbă
În afară de interferența cu jargonul, cuvintele argotice își pierd în mod continuu caracterul secret și intră în primul rând în registrul de limbă popular, care este cel al populației urbane care nu are un nivel de școlarizare suficient pentru a poseda varietatea standard a limbii, și în registrul familiar, al celor care cunosc și cel puțin registrul curent al varietății standard. Exemple în diferite limbi:
ro  Baftă „noroc” este dat ca argotic de către Constantinescu-Dobridor 1998, ca argotic și familiar în DEX ’98, și numai ca familiar în DEX ’09.
fr  Flic „polițist” este argotic la origine, în prezent fiind de registru popular și familiar.
hu  Jatt „șpagă” este argotic la origine și a intrat în registrul familiar.
Unele cuvinte argotice ajung și în registrul curent al varietății standard, de exemplu, în franceză, cambrioleur „spărgător”, maquiller „a machia” etc..
Dialogurile din filme, străduindu-se să redea cât mai bine limbajul mediului în care se petrece acțiunea lor, reprezintă și limbajul argotic oral sau registrele popular ori familiar influențate de acesta. Limbajul mass-mediei folosește deseori elemente de argou, în presă acesta fiind reprezentat în mod limitat și în scris.
Limba literaturii artistice fiind foarte variată, aceasta adoptă și cuvinte argotice, atât în proză, cât și în poezie sau în teatru, mai ales când reflectă mediile în care se vorbește în argou. Argoul a apărut în literatură încă din Evul Mediu, de exemplu la poetul francez François Villon, care chiar a frecventat mediul interlop al Parisului din epoca sa. A scris o serie de balade în argou, publicate postum cu titlul Jargon et jobelin dudit Villon (Jargon și jobelin ale numitului Villon). După stabilirea normelor limbii literare clasice franceze, în secolul al XVII-lea, argoul n-a mai reapărut în literatură decât în secolul al XIX-lea, la Victor Hugo, Honoré de Balzac, Eugène Sue etc., și de atunci este prezent în literatura franceză, în secolul al XX-lea, la Henri Barbusse, Louis-Ferdinand Céline, Raymond Queneau, și mai ales în romanele polițiste.
În literatura română, argoul este de asemenea prezent în secolul al XX-lea, la Tudor Arghezi, Eugen Barbu sau Nichita Stănescu.
În literatura maghiară sunt cunoscuți pentru introducerea de elemente argotice în operele lor György Moldova, Lajos Parti Nagy și alții.